# Mizocitosi

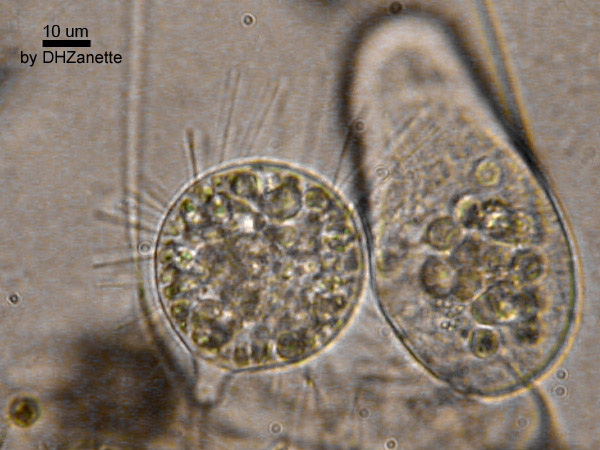
Un Suctoria atacant per mizocitosi un Colpidium.

La mizocitosi (del grec: myzein, (μυζεῖν) que significa "succionar" i kytos (κύτος) que significa "contenidor", fent referència a la "cèllula") és un mètode de nutrició que es troba en alguns organismes heteròtrofs. També se'n diu "vampirisme cel·lular", ja que la cèl·lula depredadors travessa la paret cel·lular i/o la membrana cel·lular de la cèl·lula presa mitjançant un tub de nutrició, el coinoide, succiona el contingut cel·lular i el digereix.
La mizocitosi es troba en els Myzozoa i també en algunes espècies de Ciliophora (tots dos dins els Alveolats). Un exemple clàssic és en el ciliat Didinium quan devora un Paramecium. Els ciliats suctorians s'alimenten exclusivament per mizocitosi, succionant el citoplasma de la presa amb els seus pseudòpodes.